# Gloria Oyarzabal Lodge
Pour les articles homonymes, voir Oyarzábal et Lodge.
Gloria Oyarzabal Lodge, née à Londres en 1971, est une artiste photographe espagnole qui articule son travail autour de l'impact de la colonisation et du néo-colonialisme sur les stéréotypes, en particulier ceux concernant les femmes et les féminismes africains.

## Biographie
Elle naît à Londres en 1971. Elle obtient un diplôme en restauration d'œuvres d'art en 1993 et une licence des Beaux Arts de Madrid en 1988. En 2015, elle obtient un master de développement de projets photographique.  Elle travaille ensuite à la fois dans le domaine de la photographie et du cinéma.
Elle co-fonde le cinéma indépendant madrilène, La Enana Marrón (La naine brune) et en est la programmatrice de 1999 à 2009. En 2009, elle s'installe pendant trois ans à Bamako au Mali avant de revenir à Madrid puis de repartir dans le cadre d'une résidence artistique au Nigéria en 2017 où elle poursuit son travail sur les stéréotypes issus de la colonisation entourant la femme africaine. En 2022, elle est à la fois artiste résidente à la Galerie21 de Hambourg et au Gibellina Foto Festival en Sicile, invitée par la Fondazione Orestiadi.
Elle explore dans son œuvre les thèmes de l'impact de la colonisation et du néo-colonialisme sur les stéréotypes, en particulier ceux concernant les femmes et les féminismes africains. Elle participe à de nombreuses expositions notamment en Croatie, Espagne, France, Grande-Bretagne, Grèce, Italie, Nigéria, Portugal, Singapour, Suède...
En 2023, elle est sélectionnée parmi les huit finalistes du prix international de photographie Elysée décerné par Photo Elysée de Lausanne,.

## Expositions
(Liste complète ) 
- 2021 - Woman Go No’Gree - Galerie Galería Rocio Santacruz, Barcelone (Espagne)[7].

- 2020 - Biennale des Arts Visuels, Vevey Suisse [8]

## Prix
- 2020 Woman Go No’Gree - Premier Prix de VISIBLES Concours d'art et de femmes du Centre des sciences humaines  de La Cabrera, Espagne[9].
- 2020  Woman Go No’Gree - Prix du livre photo de l’année 2020 de la Paris Photo-Aperture Foundation dans le cadre de Images Vevey[10], Suisse.
- 2019/2020 Prix du Livre Images Vevey[11], Suisse
- 2019 Woman Go No’Gree - Finaliste du Grand Prix du Fotofestiwal de Lodz[12], Pologne.
- 2018 Encontros da Imagem Discovery Award[13], Braga,Portugal.
- 2017  Landskrona Foto Dummy Award[14], Landskrona Suède.